# Knights of the Round Table
Knights of the Round Table (Kỵ sĩ Bàn Tròn) là một phim phiêu lưu lịch sử do Richard Thorpe đạo diễn, xuất phẩm ngày 22 tháng 12 năm 1953 tại Bắc Mỹ và Tây Âu, sớm trở thành một trong những tác phẩm điện ảnh đặc trưng nhất về thời đại Arthur.

## Lịch sử
Truyện phim phỏng theo một phần tác phẩm Cái chết vua Arthur (Le Morte Darthur) của Sir Thomas Malory.

## Nội dung
- Phần 1: Arthur rút kiếm khỏi đe
- Phần 2: Lancelot gặp Elaine, Arthur, Modred và Guinevere
- Phần 3: Morgan và Modred lập mưu chống Arthur và Lancelot
- Phần 4: Nội chiến, cái chết Arthur và Modred, tiên tri về Thánh Tước

## Kĩ thuật
Bộ phim được quay tại Dublin, Cornwall, Devon, Hertfordshire, Buckinghamshire năm 1953.

### Sản xuất
- Tuyển lựa: Irene Howard
- Điều phối: Roy Parkinson, Dora Wright
- Phục trang: Roger K. Furse
- Hóa trang: Charles E. Parker, John Truwe, Joan Johnstone
- Phụ tá: Yakima Canutt, Jack Martin, Peter Price
- Âm nhạc: Alex Alexander, Victor Arno, Jakob Gimpel, Johnny Green, Virginia Majewski, Uan Rasey, Milton Raskin, Miklós Rózsa, Eugene Zador, Si Zentner

### Diễn xuất
- Mel Ferrer... Vua Arthur
- Robert Taylor... Lancelot
- Ava Gardner... Guinevere
- Anne Crawford... Morgan Tiên Nữ
- Stanley Baker... Modred
- Felix Aylmer... Merlin
- Felix Aylmer... Elaine
- Gabriel Woolf... Percival
- Anthony Forwood... Gareth
- Robert Urquhart... Gawaine
- Niall MacGinnis... Lục kị sĩ
- Ann Hanslip... Nan
- Jill Clifford... Bronwyn
- Stephen Vercoe... Agravaine
- Julia Arnall... Chú hề
- John Brooking... Bedivere
- Michel de Lutry... Vũ công
- Valentine Dyall... Người kể truyện
- Gwendoline Evans... Enid
- Joyce Everson... Một mệnh phụ
- Roy Everson... Một kị nhân
- Peter Gawthorne... Đức giám mục
- Mary Germaine... Brigid
- Eileen Harvey... Một mệnh phụ
- Renee Heimer... Một mệnh phụ
- Lars Hensen... Chú hề
- Desmond Llewelyn... Truyền lịnh sứ
- Barry MacKay... Hộ vệ Lục kị sĩ
- Derek Tansley... Hộ vệ Lục kị sĩ
- Howard Marion-Crawford... Simon
- Henry Oscar... Vua Mark xứ Cornwall
- Patricia Owens... Phu nhân Vivien
- Roy Russell... Leogrance
- John Sherman... Lambert
- Alan Tilvern... Steward
- Ralph Truman... Vua Marr người Pict
- Martin Wyldeck... John
- Dana Wynter... Nô bộc của Morgan Tiên Nữ

### Tư liệu
- Kị sĩ Bàn Tròn trên Internet Movie Database
- Kị sĩ Bàn Tròn tại TCM Movie Database
- Knights of the Round Table tại AllMovie
- Kị sĩ Bàn Tròn tại American Film Institute Catalog